# Medienpreis Senioren-Rose
Der Medienpreis Senioren-Rose / Senioren-Nessel wurde von den Jahren 2009 bis 2019 jährlich vom  Österreichischen Seniorenrat und dem Österreichischen Journalisten Club ausgeschrieben und somit elfmal jeweils am Ende des Jahres oder am Anfang des Folgejahres vergeben.
Der Positiv-Preis Senioren-Rose und Negativ-Preis Senioren-Nessel wurde jeweils in den Kategorien Journalismus, Werbung  und Bild vergeben und mit Sachpreisen dotiert. Für die Senioren-Rose in der Kategorie Bild gab es darüber hinaus bei Übertragung der Bildrechte einen Geldpreis von 500,- Euro.
Im Jahr 2022 wurde dieser Medienpreis vom a·g·e Award abgelöst.

## Preisträger
Im Folgenden werden die Preisträger der Senioren-Rose / Senioren-Nessel gelistet.
- 2019[3]

ORF Studio 2 „Basketball für über 60-jährige“: Journalismus – Rose
Wolfgang Fellner: Journalismus – Nessel
Stadt Wien „Wiener Rollator“: Werbung – Rose
Groissböck: Werbung – Nessel
Wiener Städtische Versicherung: Bild – Rose
Die Presse: Bild – Nessel
ZDF „Mit 80 Jahren um die Welt“: Jury – Sonderpreis
- 2018[4]

ORF Am Schauplatz Julia Kovarik: Journalismus – Rose
ORF Daheim in Österreich „Rollator schieben“: Journalismus – Nessel
Wiener Linien #zusammenhalten: Werbung – Rose
UNIQA „Finanzieller Pensionsschock garantiert“: Werbung – Nessel
Franz Neumayr Rikscha-fahren: Bild – Rose
NÖ-Gemeinde: Bild – Nessel
- 2017[5]

Ö1 „Vergiss mich nicht“ Daphne Hruby: Journalismus – Rose
BIPA Werbeagentur Serviceplan: Werbung – Rose
XXX-Lutz Demner, Merlicek & Bergmann: Werbung – Nessel
ORF Projekt „#NewPictures“: Bild – Rose
Profil „Wie für unsere Alten sorgen?“: Bild – Nessel
Sabine Fellner „Die Kraft des Alters“: Jury – Sonderpreis
- 2016[6]

Christoph Koller: Bild – Rose
Edith Bachkönig: Journalismus – Rose
Gösser / McCann Erickson: Werbung – Rose
Michael Jungwirth: Journalismus – Nessel
ORF/ZIB: Bild – Nessel
- 2015[7]

Wohnpartner Wien: Werbung – Rose
UNIQA: Werbung – Nessel
ORF Thema „Ich bin Marathon“ Waltraud Langer/Martin Steiner: Journalismus – Rose
Salzburger Nachrichten „Junger Chic für alte Säcke“ Manfred Koch: Journalismus – Nessel
Der Standard „Reformagenda Pension“: Bild – Nessel
- 2014[8]

Christa Hofmann: Journalismus – Rose
Mitglieder-Magazin der Industriellenvereinigung (IV-Positionen): Journalismus – Nessel
Heinz Henninger: Bild – Rose
Wiener Zeitung: Bild – Nessel
Stadt Wien: Werbung – Rose
- 2013[9]

Hans Szivatz: Journalismus – Nessel
Josef Bruckmoser: Journalismus – Rose
Kaufhaus Tlapa: Werbung – Rose
Kurier: Bild – Nessel
Team von „Leben & Freude“ : Bild – Rose
Verbund und TBWA Wien: Werbung – Nessel
- 2012[10]

Apothekerkammer: Rose – Werbung
Leben & Freude: Rose – Bild
Magazin Henri: Nessel – Bild
ORF TV-Information: UN-ehrende Anerkennung
Profil: Rose – Journalismus
Tageszeitung Heute: Nessel – Journalismus
- 2011[11]

Eduard Schreiner: Rose – 2. Preis Bild
Ilse Scheibein: Rose – 1. Preis Bild
Kurier Online: Nessel – Bild
Johannes Kaup: Rose – Journalismus
Radio für SeniorInnen aus Linz : Rose – Anerkennungspreis Journalismus
Tageszeitung Heute: Nessel – Journalismus
- 2010[12]

derStandard.at: Nessel – Journalismus
Immo Krone: Rose – Werbung
Markus Stachl: Rose – Journalismus
Optiker Pearle: Nessel – Werbung
- 2009[13]

Teresa Richter-Trummer: Rose – Journalismus
„Seniorenteller“ der Schokoladenmanufaktur Hussel: Nessel – Werbung
Gernot Bauer, Erich Schillinger: Nessel – Journalismus
Wiener Linien: Rose – Werbung